# I.R.S. Records
I.R.S. Records bylo americké hudební vydavatelství, které v roce 1979 založili Miles Copeland spolu s Jay Bobergem a Carlem Grassem. V letech 1983–1987 vydavatelství sponzorovalo televizní show na MTV zvanou The Cutting Edge. Mezi skupiny, které své nahrávky vydávaly v I.R.S. Records, patřily např. R.E.M., Wall Of Voodoo, The Lords of The New Church, Black Sabbath atd. Poslední album I.R.S. Records, CD All Sets od skupiny Buzzcocks, vyšlo v roce 1996.